# Stadra

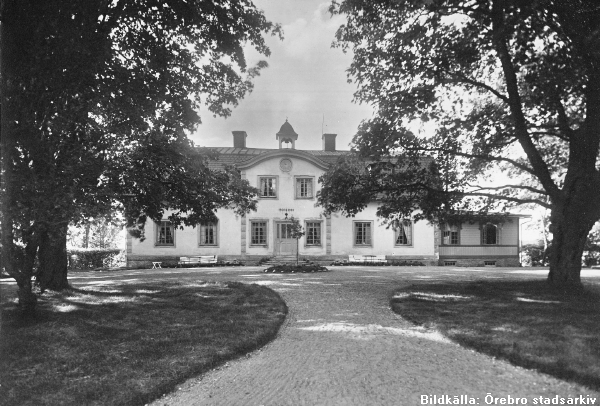
Stadra herrgård på 1930-talet.

Stadra är en herrgård som ligger vid södra stranden av sjön Grecken i Nora kommun. Huvudbyggnaden är av trä i en våning med frontespis. Den uppfördes på 1760-talet av Samuel Stockenström, och renoverades och reveterades år 1901. Det finns två flyglar av trä, möjligen från 1600-talet. Egendomen omfattar 228 hektar, varav 12 hektar åker och 228 hektar skog.
Under en period bedrevs en stångjärnshammare belägen mellan sjöarna Grecken och Rågrecken. Denna hammare var upphovet till Finnå eller Avdala bruk som i 200 år hörde samman med Stadra. Stångjärnssmidet vid Finnå bruk upphörde 1860, och tackjärnstillverkning i Greksåsars masugn upphörde 1878.
Länsstyrelsen har under 2006–2007 medverkat till att rekonstruera den gamla iskällaren vid Stadra. Länsmuseet har 2005–2006 medverkat till restaurering av ladugården. Stadra gård är  byggnadsminnesförklarad..

## Stadra Teater, sommar- och vinterscen
Vid Stadra herrgård bedrivs sedan år 1998 sommarteater av Ideella Kulturföreningen Cirkustältet. En ny större scen togs i bruk i gamla ladugården år 2007.